# Dalechampia shankii
Dalechampia shankii là một loài thực vật có hoa trong họ Đại kích. Loài này được (Ant.Molina) Huft mô tả khoa học đầu tiên năm 1984.